# Жуйні
Оленевиді або Жуйні, Ремиґаючі (Cervimorpha, seu Ruminantia) — один з підрядів ряду оленеподібні, або парнокопитні.

## Типова родина і назви підряду
Типова родина підряду — оленеві (Cervidae), від неї походить і назва підряду: оленевиді (Cervimorpha).
Назва «жуйні» — описова (лат. Ruminantia; від лат. rūma — рубець, перший відділ шлунку жуйних).

## Систематика (поділ на родини)
Цей підряд оленеподібних ссавців включає шість родин.
- Родина Жирафові (Giraffidae)
- Родина Кабаргові (Moschidae)
- Родина Оленькові (Tragulidae)
- Родина Вилорогові (Antilocapridae)
- Родина Оленеві (Cervidae)
- Родина Бикові (Bovidae)

## Біологічні особливості «Жуйних»
Жуйні різняться від інших складною системою травлення. Однією з їхніх особливостей є те, що вони ремиґають. Це пов'язано з їхнім живленням: споживаючи рослинну їжу, вони «розводять» (живлять) у своєму складному шлунку різні групи одноклітинних тварин (зокрема, інфузорій). Ці симбіонтні організми перетравлюють рослинну клітковину, і ссавці врешті живляться цими одноклітинними тваринами.
Шлунок жуйних багатокамерний. Три перших його відділи — рубець, сітка і книжка — це передшлунки, позбавлені травних залоз. Четвертий відділ — сичуг — це справжній залозистий шлунок, подібний до однокамерного шлунка собаки. У великої рогатої худоби, овець та кіз шлунок чотирикамерний. Рубець — найбільша камера шлунка жуйних. Його місткість у корів становить 100–300 л, у овець і кіз — 13-23 л. Слизова оболонка рубця вистелена плоским ороговілим багатошаровим епітелієм, і формує велику кількість сосочків завдовжки до 1 см.
Сітка має форму скрученого мішка. Її слизова оболонка виступає в середину сітки у вигляді пластинчастих складок заввишки до 12 мм, які формують сітку. Сітка з'єднується (отвором з рубцем, книжкою, сичугом та стравоходом через стравохідний жолоб. Стравохідний жолоб — це напівзамкнута трубка, що йде від стравоходу на дні сітки до входу в книжку. Книжка має овальну форму. Вона продовжує сітку, і переходить у сичуг. Слизова оболонка книжки утворює складки різної довжини, що називаються листочками, або пластинками.

## «Жуйні» тварини у християнстві та іудаїзмі
Ремиґання — особливість так званих «чистих тварин» за Старим Заповітом:
4. Ось яких тварин можна вам їсти: вола, вівцю й козу;
5. оленя, сарну, лань, дику козу, козулю, антилопу й гірську козу;
6. всяку скотину, яка має розколене копито й розщеплену ратицю і яка ремиґає, можна вам їсти.
7. Однак, ось із яких, Що хоч і ремиґають і мають розколене копито й розщеплену ратицю, не можна буде вам їсти: верблюда, зайця і борсука, бо вони, дарма що ремиґають, проте не мають розколених копит; вони будуть для вас нечисті;
8. свиню теж, бо хоч вона й має розщеплені ратиці, але не ремиґає; вона буде для вас нечиста. М'яса їхнього не їстимете і до їхньої падлини не доторкатиметесь.

## Класифікація
- Жуйні (Ruminantia)
  - Інфраряд Tragulina
    - Родина †Prodremotheriidae
    - Родина †Hypertragulidae
    - Родина †Praetragulidae
    - Родина †Protoceratidae[3]
    - Родина Tragulidae
    - Родина †Archaeomerycidae
    - Родина †Lophiomerycidae

  - Інфраряд Pecora
    - Родина Cervidae
    - Родина †Gelocidae
    - Родина †Palaeomerycidae
    - Родина †Hoplitomerycidae
    - Родина †Climacoceratidae
    - Родина Giraffidae
    - Родина Antilocapridae
    - Родина †Leptomerycidae[3]
    - Родина Moschidae
    - Родина Bovidae